# Hohenruppersdorf
Hohenruppersdorf je městys v Rakousku ve spolkové zemi Dolní Rakousy v okrese Gänserndorf.

## Geografie

### Geografická poloha
Hohenruppersdorf se nachází ve spolkové zemi Dolní Rakousy v regionu Weinviertel. Rozloha území městyse činí 21,42 km², z nichž 30,1 % je zalesněných.

### Části obce
Území městyse Hohenruppersdorf se nedělí na žádné části.

### Sousední obce
- na severu: Sulz im Weinviertel
- na východu: Spannberg
- na jihu: Matzen-Raggendorf
- na západu: Bad Pirawarth

## Politika

### Obecní zastupitelstvo
Obecní zastupitelstvo se skládá z 15 členů. Od komunálních voleb v roce 2015 zastávají následující strany tyto mandáty:
- 9 ÖVP
- 3 FPÖ
- 3 SPÖ

### Starosta
Nynějším starostou městyse Hohenruppersdorf je Hermann Gindl ze strany ÖVP.